# Hypnoid
Als Hypnoid bezeichnet man in der Psychologie eine Vorstellung, Vorstellungsgruppe oder einen Gedächtnisinhalt, der dem Bewusstsein entzogen ist. Hypnoide sind vollwertige psychische Einheiten, die verhaltenswirksam sind.
Der Begriff wird gelegentlich in der Hypnotherapie verwendet (siehe auch posthypnotischer Auftrag), vor allem aber in der klassischen oder freudschen Psychoanalyse, da er ein Konzept beinhaltet, welches von Freud und Josef Breuer in ihren Studien über Hysterie von 1895 erstmals psychodynamisch begründet, später aber von Freud durch die Verdrängung weitgehend ersetzt wurde.
Hiernach werde eine Vorstellung hypnoid, wenn sie im Zustand eingeschränkten Bewusstseins eingetragen wird. Es handele sich primär nicht um einen Schutzmechanismus, sondern um einen  psychovegetativen Vorgang, der die eingetragenen Vorstellungen nicht lange erhalten könne. Sie zerfallen und gehen verloren, ähnlich jenen, die einem Probanden unter artifizieller Hypnose eingegeben werden. Hypnoide können aber zur Bildung von Schutzmechanismen führen, insbesondere, wenn sie die Verdrängung von Vorstellungsinhalten bewirken und diese sich untereinander organisieren.
Siehe auch: Hypnose

## Hypnoider Zustand
Als hypnoider Zustand wird in der klassischen oder freudschen Psychoanalyse ein von Josef Breuer und Sigmund Freud in ihren Studien über Hysterie von 1895 eingeführtes Konzept bezeichnet. Es beinhaltet die Idee, dass hysterische Erkrankungen nur entstehen könnten, wenn Vorstellungsinhalte in einem der artifiziellen Hypnose vergleichbaren psychovegetativen Zustand eingetragen werden. Die Idee wurde von Freud später zum Konzept der Verdrängung weiterentwickelt und streckenweise verworfen.
Der hypnoide Zustand stellt nach Breuer den wichtigsten Mechanismus der Entstehung hysterischer Erkrankungen dar und basiert auf dem Vorgang der Hypnoidbildung.

## Bildung von hysterischen Symptomen
Vorstellungen, die in hypnoiden Zuständen eingetragen werden, neigen dazu, sich zu vereinigen und sich so gemeinsam gegen das alltägliche Bewusstsein abzuspalten.
1. Eine psychovegetative Umschaltung bewirkt, dass eingetragene Vorstellungen (Repräsentanzen, Engramme) vom übrigen Bewusstsein separiert bleiben
2. Mehrere Repräsentanzen bilden enge assoziative Verbindungen untereinander
3. Es entsteht ein sekundäres Bewusstsein, assoziativ isoliert vom primären Bewusstsein
4. Die Person wird in Erleben und Verhalten abwechselnd von ihren verschiedenen Bewusstseinszuständen beherrscht. Dies entspricht dem Krankheitsbild der Hysterie.